# Polskie Radio Łuck
Polskie Radio Łuck – stacja Polskiego Radia, która miała zostać uruchomiona na jesieni 1939 roku w Łucku (stolica ówczesnego województwa wołyńskiego). Prace przy budowie infrastruktury – budynków studyjnych – trwały od lipca 1938 roku. W dniu wybuchu II wojny światowej, radiostacja była gotowa do uruchomienia. Czekała tylko na przywiezienie nadajnika z Warszawy. Nie był on gotowy, co spowodowało, że Polskie Radio Łuck nie zdążyło nigdy nadać żadnej audycji. 
Planowana częstotliwość nadawania to 424 kHz, moc 50 kW, zaś przewidywany zasięg wynosił około 120 km.